# 조병현 (법조인)
조병현(趙炳顯, 1955년 ~ )은 대한민국의 서울고등법원장을 역임한 법조인이다. 본관은 함안이며, 경상북도 포항 출생이다.

## 생애
조병현은 경남고등학교와 서울대학교 법과대학을 졸업하고 1979년 제21회 사법시험 합격해 사법연수원 11기를 수료했다. 1984년에 서울민사지방법원 판사에 임용되어 1986년 서울지방법원 동부지원, 1989년 부산지방법원 울산지원 1991년 서울고등법원 1992년 서울형사지방법원 판사를 거쳐 1994년 대법원 재판연구관을 하다가 1996년 부산지방법원 울산지원 부장판사가 되었다. 이후 1998년 수원지방법원 1999년 서울지방법원 서부지원 2000년 서울행정법원 2003년 대전고등법원 2005년 서울고등법원에서 부장판사를 하였으며 2010년에 법원장이 되어 부산지방법원 서울행정법원 대구고등법원 대전고등법원에서 법원장을 역임하였다. 2013년 3월부터 중앙선거관리위원회 위원 5월부터 제4기 양형위원회 양형위원으로 지명된 조병현은 법원장 임기를 마친 다음날부터 서울고등법원에서 부장판사를 하고 있다. 법원장을 하던 법원으로 복귀한 첫번째 부장판사다. 이후 광명시 관내의 즉결심판사건, 이혼의사 확인사건 등을 처리하는 광명시법원에서 1심 재판을 담당하는 판사로 재직 중이다.
서울고등법원에서 재직하던  2009년 8월 28일 한국전쟁 때 월북했다 남파된 아버지를 만났다는 이유로 기소돼 유죄를 선고받았던 송씨 일가족 8명에게  "이 사건의 가장 유력한 증거이자 유일한 증거인 피고인들의 자백이 수사기관의 불법구금과 고문에 의한 것이 명백한 이상 증거 능력을 인정할 수 없다"며 모두 무죄를 선고했고 12월 2일 '혁명의 수뇌부 결사 옹위하리라' '수령님은 영원히 우리와 함께' 등 연주곡 MP3파일을 USB 메모리에 담아 소지하여 혐의(국가보안법상 이적표현물 소지)로 기소된 6ㆍ15 남북공동선언 실천연대 송모 선전위원장(여)에게  "쉽게 접할 수 있는 경쾌한 행진곡 또는 클래식 곡의 연주만으로 사상성 전달은 어렵다"면서 무죄로 판단한 원심과 달리 "연주곡 제목 자체만으로도 연주곡이 북한 김일성ㆍ김정일 부자를 찬양하고 조선노동당에 대한 충성을 고양하기 위해 작곡된 것임을 쉽게 알 수 있고, 곡은 당초부터 가사 없이 제목과 음원만으로 일정한 사상성을 표현하고 전달하기 위해 작곡되고 연주되는 경우가 많다는 점에서 가사가 없어 사상성을 알 수 없다고 단정하기 곤란하다"며 “대한민국의 존립과 안전, 자유민주주의 체제를 위협하는 것으로 표현의 자유의 한계를 벗어난 이적표현물"이라고 하면서 무죄를 선고한 원심을 깨고  이적단체구성 등 1심에서 유죄가 인정된 다른 국가보안법 위반 혐의까지 포함해 송씨에게 징역 2년에 집행유예 4년 및 자격정지 2년, 보호관찰 4년을 선고했다. 노무현 전 대통령 사망 이후에 세종증권 매각 비리로 기소된 노건평에 대한 선고 재판에서 "'내가 키웠다'고 자랑하던 동생이 자살했고 이제 해 떨어지면 동네 어귀에서 술 마시며 신세 한탄하는 초라한 시골 늙은이의 외양을 하고 있다. 동생을 죽게 만든 못난 형으로 전락했다."고 말했다.
서울행정법원에서 재직하던 2000년 8월 25일 영상물등급위원회로부터 2차례에 걸쳐 등급 보류 판정을 받은 영화 「둘 하나 섹스」제작.배급사대표가 낸 위헌제청신청을 받아들여 영화진흥법 제21조 제4항에 대해 위헌심판을 제청했으며 2001년 11월 19일 직권중재 제도를 규정한 현행 노동조합 및 노동관계조정법 제62조 제3호와 제75조에 대해 "제3자가 노사 쌍방 의사와 관계없이 결정하는 강제중재는 교섭자치주의에 위배되고 노동3권을 유명무실하게 만들 가능성이 높다"며 "이는 과잉금지 원칙에도 어긋나는 것"이라며 "직권중재는 중재기간에 전면 파업뿐 아니라 준법투쟁 등도 모두 금지해 단체행동권을 과도하게 침해한다"는 이유로 "위헌으로 판단된다"며 직권 위헌심판을 제청했다. 2011년 2월 서울행정법원장으로 취임하자 11개 행정재판부 중 4개를 난민전담재판부로 지정했고 2011년 9월에는 세계난민판사협회 총회에 대한민국 법원을 대표해 처음으로 참여해 '한국 사법부의 난민 보호'를 주제로 대표연설을 했다. 서울고등법원장에 재직하던 2014년에는 국회 국정감사에서 교원노조법 2조에 대해 서울고등법원이 헌법재판소에 위헌법률심판 제청을 한 것에 대해 새누리당 김도읍 의원이 "고등법원이 상급기관인 대법원의 판례까지 변경하기 위해 위헌법률심판을 제청할 정도로 교원노조법 2조가 위헌성이 있다고 판단한 근거가 뭐냐"고 하자 "지적을 유념해 앞으로 재판에 참고하겠다"고 답했다.
양형위원회 상임위원으로 있던 2017년 1월 31일에 있었던 법원 정기 인사에서 원로법관이 도입되면서 수원지방법원 안산지원 광명시법원 판사에 전보되었다.

## 주요 판결
- 병역면제 처분이 취소된 프로야구 LG트윈스의 서용빈이 서울지방병무청을 상대로 낸 병역처분 취소처분 취소청구소송에서 “병역면제처분 취소는 정당하지만 4급 보충역으로 편입된 것까지 취소한 것은 부당하다”고 판결했다.[10]
- 서울대 예체능계에 지원했다 수능성적 반올림 때문에 불이익을 당해 1단계 전형에서 불합격한 수험생이 낸 불합격처분 집행정지 신청을 받아들여 "사건의 판결선고 때까지 이양에 대한 불합격 처분을 취소하라"고 결정했다[11]
- 경찰청장 재직 당시인 2007년 7월 박연차 전 회장으로부터 태광실업과 관련된 형사사건이 발생하면 편의를 봐달라는 청탁과 함께 미화 2만 달러를 받아 특정범죄가중처벌법상 뇌물수수 혐의로 기소된 이택순 전 청장에게  "사교상, 의례상 돈을 받았을 뿐 직무관련성이 없다고 주장하나 경찰청장이라는 위치는 모든 범죄 수사에 관여할 수 있는 자리"라며 "박 전 회장이 경찰 조사를 받은 사실이 있다는 점에 비춰 직무 관련성이 인정된다"며 1심대로 징역 1년에 집행유예 2년, 추징금 2433만원을 선고했다.[12]